# رشته‌کوه کراکر
رشته‌کوه کراکر (به لاتین: Crocker Range) یک رشته‌کوه در مالزی است. رشته‌کوه کراکر ۴٬۰۹۵ متر بالاتر از سطح دریا واقع شده است.